# Epsilon Scuti
Epsilon Scuti (21 Scuti) é uma estrela na direção da constelação de Scutum. Possui uma ascensão reta de 18h 43m 31.24s e uma declinação de −08° 16′ 30.9″. Sua magnitude aparente é igual a 4.88. Considerando sua distância de 522 anos-luz em relação à Terra, sua magnitude absoluta é igual a −1.14. Pertence à classe espectral G8II.